# De Fem
 For alternative betydninger, se De fem-bøgerne.
De Fem, Den mægtige håndfuld eller Den mægtige lille gruppe (russisk: могучая кучка, tr. Mogutsjaja kutsjka) er et tilnavn på en gruppe på fem nationalromantiske russiske komponister. Gruppen blev dannet mellem 1856 og 1862 i Sankt Petersborg, og initiativtager var komponisten Milij Balakirev. Tilnavnet fik den sandsynligvis i 1867 af den russiske kritiker Vladimir Stasov.
Medlemmer af gruppen var:
- Milij Balakirev, 1837–1910
- Aleksandr Porfirjevitj Borodin, 1833–1887
- Tsezar Kjui, 1835-1918
- Modest Mussorgskij, 1839–1881
- Nikolaj Rimskij-Korsakov, 1844–1908

- Milij Balakirev
- Alexander Borodin
- Tsezar Kjui
- Modest Mussorgski
- Nikolai Rimski-Korsakow

| Musik | Spire Denne musikartikel er en spire som bør udbygges. Du er velkommen til at hjælpe Wikipedia ved at udvide den. |

|  | Infoboks uden skabelon Denne artikel har en infoboks dannet af en tabel eller tilsvarende. |